# You tiao
Pour les articles homonymes, voir Tiao.
Le you tiao (sinogrammes traditionnels : 油條, pinyin : yóutiáo), littéralement en français « long morceau frit », est un long beignet cuit à l’huile végétale, qui apparaît souvent à la table des Chinois lors du petit déjeuner. Il se consomme de diverses manières, accompagné de congee ou trempé dans le lait de soja.

## Ingrédients
Les ingrédients essentiels de cette spécialité sont de la farine, de l’eau, du sel et du bicarbonate de sodium.

## Légende sur l’origine duyou tiao
Sous la dynastie des Song du Sud, il y avait un méchant chancelier nommé Qin Hui (秦檜). Avide et sournois, il ligua le pays ennemi Jin avec son épouse, Wangshi (王氏), et tendit un piège pour condamner à mort le fidèle général Yue Fei (岳飛). La nouvelle de son décès remplit le peuple d’indignation.
Un jour, deux marchands forains songèrent à donner à la pâte la forme des deux personnes méchantes : Qinhui et Wangshi. Puis ils les jetèrent dans une cocotte d’huile chaude, en criant au peuple : « Voyons le Qinhui frit ! » (c’est de là que vient le nom originel du you tiao : you zha hui). Les passants curieux regardèrent les marchands, comprirent ce qui s’était passé, et commencèrent à crier ensemble la même phrase.
Les marchands inventèrent le you tiao au début pour déverser leur rancune contre les deux traîtres. Néanmoins, le peuple constata que cette spécialité était agréable au goût et coûtait peu. Elle se popularisa donc rapidement. La forme de la pâte fut alors simplifiée en celle d’aujourd’hui pour augmenter l’efficacité du travail. Finalement, après des années de développement, on changea aussi le nom de cette collation en you tiao. 

## Culture duyou tiao

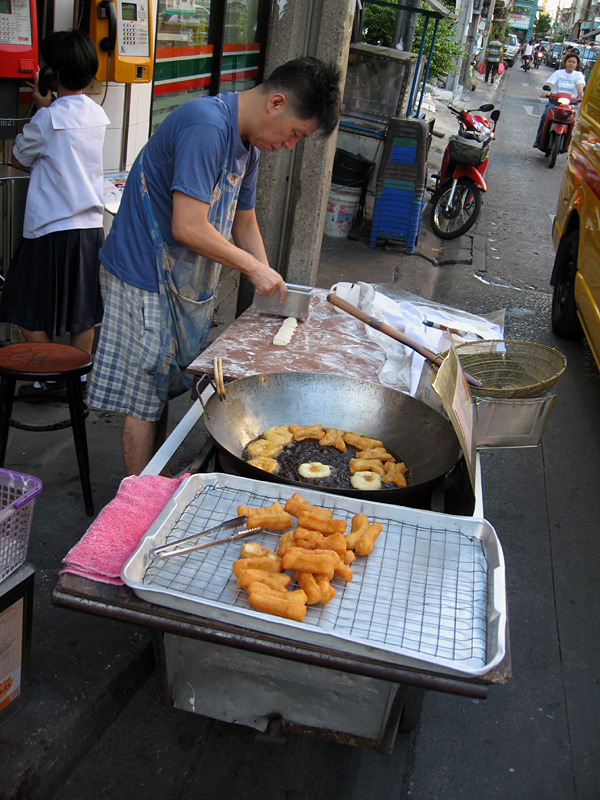
Vendeur de you tiao à Bangkok.

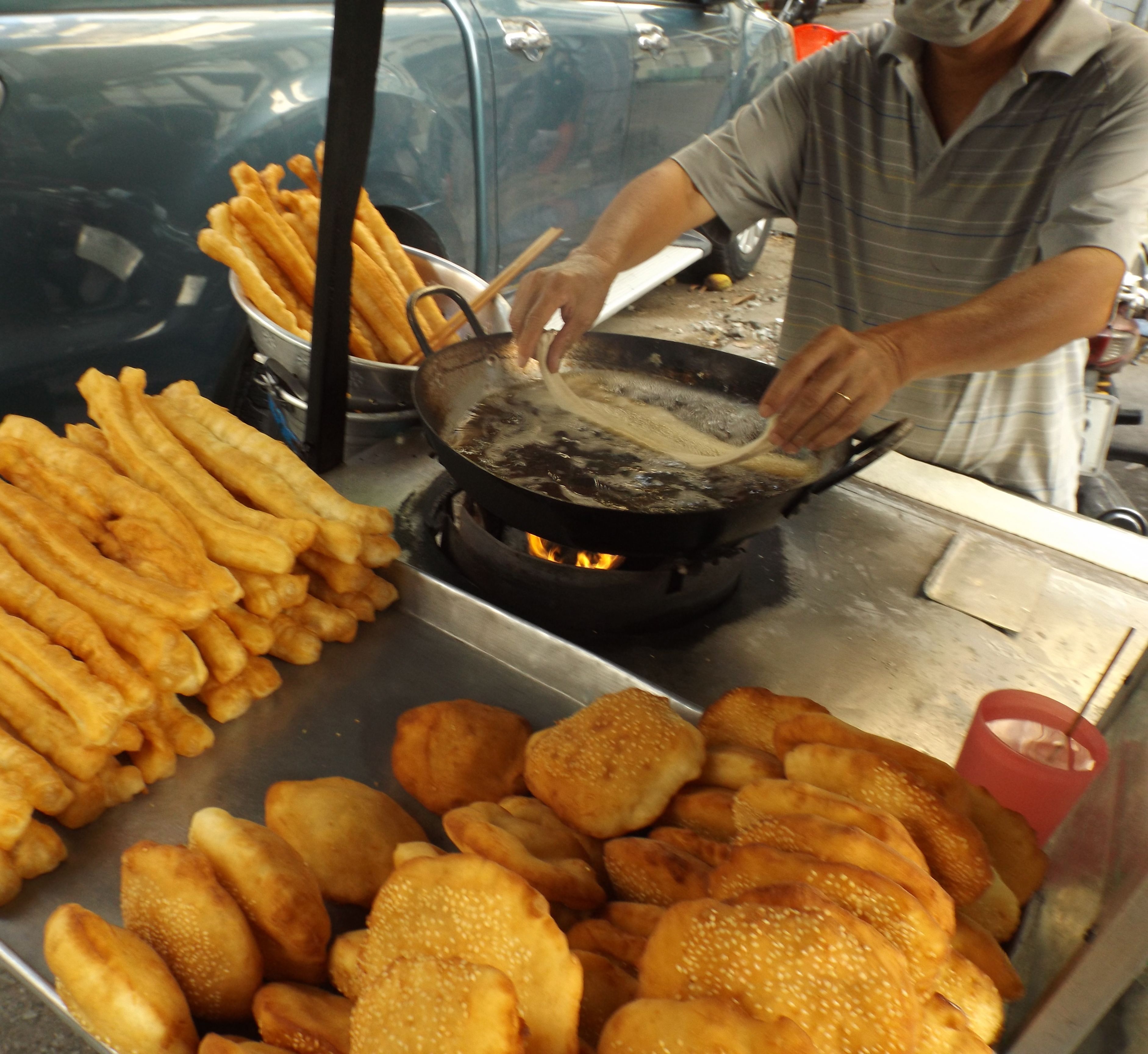
Friture de dầu cháo quẩy et bánh tiêu à Hô-Chi-Minh-Ville.

Dans le sud de la Chine, les gens coupent le you tiao en morceaux, qu'ils trempent dans la bouillie de riz et la soupe. Dans le nord, les gens mangent le you tiao en l’enveloppant dans une crêpe chinoise. Il est aussi servi à la table des Malaisiens, des Indonésiens, des Philippins et des Vietnamiens.

## Dầu cháo quẩy
You zha hui est un terme cantonais qu'on appelle en vietnamien saigonnais et cholonnais dầu cháo quẩy, sauf à Hà Nội, on dit simplement quẩy   qui est faite avec de la farine, de l'eau, du sel alimentaire et du bicarbonate d'ammonium , c'est pourquoi, on doit goûter le dầu cháo quẩy encore chaud.